# 美国前国会议员协会
美国前国会议员协会（USAFMC,the United State Association of Former Members of Congress）成立于1970年，是一个美国国会特许的无党派，非营利的教育科研社会组织，会员由550多名美国参众两院议员组成。
1976年美国前国会议员协会建立了一个国会校园计划，引起广大学生的关注，宣传民主政治，号召学生投入公众服务。该组织同斯坦尼斯公众服务中心和民主与公民权协会结成战略联盟，不断推进各项工作。